# Restelica

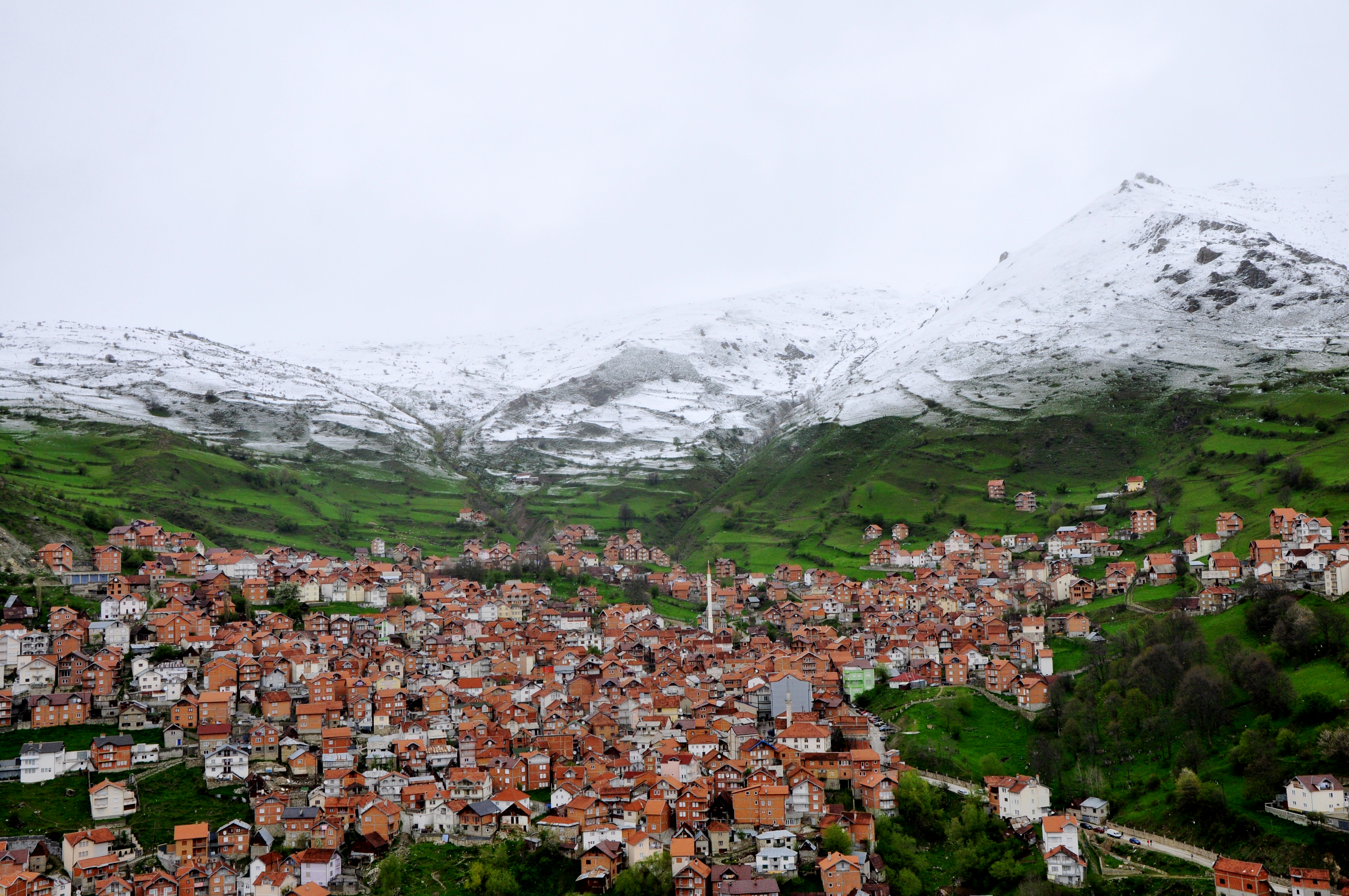
Restelica, Kosovo

Restelicë en albanais et Restelica en serbe latin (en serbe cyrillique : Рестелица) est une localité du Kosovo située dans la commune/municipalité de Dragash/Dragaš et dans le district de Prizren/Prizren. Selon le recensement de 2011, elle compte 4 698 habitants.
Selon le découpage administratif de la Serbie, la localité fait partie de la municipalité de Gora.

## Géographie

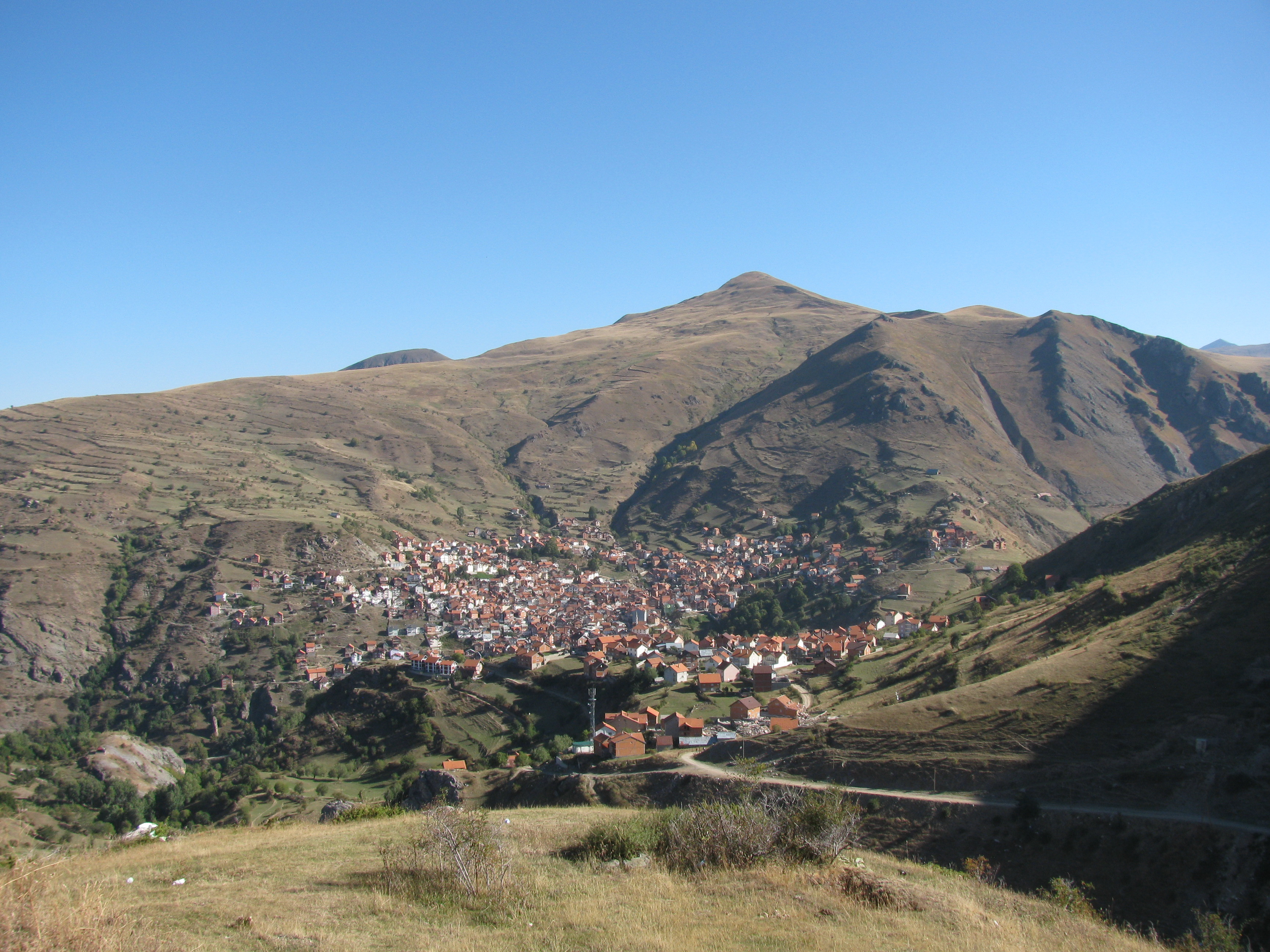
Vue générale de Restelicë/Restelica

## Histoire
Dans le village, se trouve le turbe de Selim Deda, qui remonte au XVIIIe siècle ; ce mausolée est proposé pour une inscription sur liste des monuments culturels du Kosovo.

## Démographie

### Évolution historique de la population dans la localité
| 1948  | 1953  | 1961  | 1971  | 1981  | 1991  | 2011  |
| ----- | ----- | ----- | ----- | ----- | ----- | ----- |
| 1 393 | 1 471 | 1 772 | 2 576 | 3 476 | 4 274 | 4 698 |

|  |

### Répartition de la population par nationalités (2011)
En 2011, les Gorans représentaient 58,30 % de la population et les Bosniaques 33,29 %.